# Хари Дебик
Хари Леополд Дебик (енгл. Harry Leopold DeBaecke; Филаделфија, 9. јун 1879 — Филаделфија, 6. новембар 1961) је био амерички веслач, освајач златне медаље на Олимпијским играма у Паризу 1900. године са посадом осмерца Vesper Boat Club из Филаделфије, који се такмичио за САД.
Дебик је учествовао само у такмичењима осмераца. Посада осмерца у саставу Вилијам Кар, Хари Дебик, Џон Ексли, Џон Гајгер, Едвин Хедли, Џејмс Џувенал, Роско Локвуд, Едвард Марш и Луис Абел била је прва у полуфиналу и финалу и освојила је златну медаљу. 